# Nyazeelanddvärgrördrom
Nyazeelanddvärgrördrom (Botaurus novaezelandiae) är en utdöd fågel i familjen hägrar inom ordningen pelikanfåglar som enbart förekom i Nya Zeeland.

## Tidigare förekomst
Första exemplaret samlades in 1836 vid Touranga på Nordön i Nya Zeeland, men det går ej att spåra. Inga fler exemplar har hittats på Nordön sedan dess,  varför man tror att det utgjorde en besökare från Sydön där alla ytterligare tiotalet fynd gjorts, alla i Westland. Typexemplaret som nu återfinns i Museum of New Zealand togs från sjön Wakatipu i Otago på sydön.

## Utseende och levnadssätt
Nyazeelanddvärgrördromen var en 36 centimeter lång fågel. Den var rostfärgad i ansiktet, på halsen samt på övre delen av bröstet. Undersida, ögonbrynsstreck och strupe var alla vita, medan hätta, nacke, rygg, övergump och stjärt var svarta. Vingtäckarna var gulbruna, handpennorna svarta och armpennorna vita. Näbben var orangegul och benen gulaktiga.
I ett brev till Walter Buller från en viss Docherty som samlade in några av exemplaren beskrivs dess levnadssätt enligt följande:
De hittas vid saltvattenlaguner vid kusten, alltid intill den bevuxna delen. /.../ De är väldigt ensamlevande, alltid påträffade ensamma och kan stå i timmar på ett och samma ställe.
I fångenskap åt den mask och fisk av släktet Neochanna.

## Systematik
Huruvida fågeln är att betrakta som en egen art eller en del av svartryggig dvärgrördrom har varit omdebatterat. Oliver (1955) ansåg den vara distinkt med tanke på dess större storlek och annorlunda levnadsmiljö, medan senare auktoriteter hävdat att fågeln inte häckade på ön och alla påträffade exemplar härrörde från den australiska populationen. I en studie från 2002 undersöktes subfossila lämningar där man fann att novaezelandiae hade kraftigare ben än dubius, varefter fågeln sedermera bedömts som en egen art.

### Släktestillhörighet
Tidigare placerades arten i Ixobrychus tillsammans med andra små rördrommar, men detta släkte inkluderas sedan 2024 med de större rördrommarna i Botaurus baserat på genetiska studier. Redan 1987 visade Sheldon med hjälp av DNA-DNA-hybridisering att amerikansk dvärgrördrom står närmare amerikansk rördrom snarare än de två andra Ixobrychus-arterna i studien (kanelrördrom och dvärgrördrom). I Päckert m.fl. (2014) som använde DNA-streckkodning stod amerikansk dvärgrördrom närmare de tre Botaurus-arterna i studien snarare än de övriga Ixobrychus-arterna.
Hruska m.fl. (2023), den hittills mest omfattande genetiska studien av hägrar, bekräftar systerskapet mellan amerikansk dvärgrördrom och Botaurus-rördrommarna, men också att den likaledes amerikanska arten strimryggig dvärgrördrom står närmare denna grupp än övriga dvärgrördrommar. Amerikansk dvärgrördrom och även strimryggig dvärgrördrom skulle därför kunna brytas ut i egna släkten, alternativt flyttas till Botaurus. Med tanke på amerikanska dvärgrördrommens likhet med typarten för Ixobrychus dvärgrördrommen, så pass att de tidigare har behandlats som en och samma art, anses en bättre lösning vara att inkludera alla dvärgrördrommar i Botaurus. Att så olikstora arter ryms i ett och samma släkte kan förklaras med att evolutionen i denna grupp gått relativt fort, där stora arter utvecklats snabbt ur mindre.

## Utdöende
Av okänd anledning försvann arten under 1890-talet och har inte setts sedan dess, varför internationella naturvårdsunionen IUCN kategoriserar arten som utdöd. Det kan antas att införda predatorer och jakt spelade in eftersom dessa faktorer ligger bakom de flesta nyzeeländska fågelarters försvinnande.